# Pouilloux
Pouilloux – miejscowość i gmina we Francji, w regionie Burgundia-Franche-Comté, w departamencie Saona i Loara.
Według danych na rok 1990 gminę zamieszkiwało 816 osób, a gęstość zaludnienia wynosiła 44 osoby/km² (wśród 2044 gmin Burgundii Pouilloux plasuje się na 286. miejscu pod względem liczby ludności, natomiast pod względem powierzchni na miejscu 501.).